# Basel St. Johann
Basel St. Johann (niem: Bahnhof Basel St. Johann) – stacja kolejowa w Bazylei, w kantonie Bazylea-Miasto, w Szwajcarii. Jest jedną z sześciu stacji kolejowych na terenie Bazylei. Znajduje się w dzielnicy St. Johann w pobliżu obwodnicy północnej i jest obecnie wykorzystywana przez SBB.
Ze względu na ograniczony dostęp do sieci kolejowej, a zatem, mały ruch pociągów ma reputację stacji widmo. Od początku 2009 roku, stacja jest podłączona, ale z przystanku naprzeciwko głównego budynku, tuż przy sieci tramwajowej (linie 1 i 21) do Basler Verkehrs-Betriebe, a od września 2009 posiada 18 dodatkowych pociągów S-Bahn w Bazylei. 

## Linie kolejowe
- Strasburg – Bazylea